# NTH
株式会社NTH（エヌティーエイチ）は日本の音楽制作/タレントプロダクション。

## 概要
音楽・音響制作業務と、声優・ナレーター・ボーカリストのマネージメントを主として、
その他にはフジテレビの番組「テラスハウス」の撮影協力、ライブイベントの主催、
またロックやダンスミュージック系統の楽曲のリリース、アイドルのプロデュース、
ゆるキャラ"ピッツーナ"など自社発の企画も多岐に渉り行っている。